# Arras Road Cemetery
Arras Road Cemetery is een Britse militaire begraafplaats met gesneuvelden uit de Eerste Wereldoorlog, gelegen in de Franse gemeente Roclincourt (Pas-de-Calais). De begraafplaats werd ontworpen door Reginald Blomfield in samenwerking met William Cowlishaw en ligt vlak naast de autoweg N17 van Arras naar Lens op 1.900 m ten noorden van het centrum (gemeentehuis). Het terrein heeft de vorm van een driehoek met afgeknotte hoeken en heeft een oppervlakte van 4.084 m². Aan de voorzijde wordt de toegang gevormd door een witte stenen muur met daarin de naamsteen en twee houten toegangspoortjes. Aan de drie andere zijden is ze afgebakend door een natuurstenen muur. Het niveau van de begraafplaats ligt hoger dan het omliggende terrein. De Stone of Remembrance staat direct aan de toegang, geflankeerd door twee witte stenen schuilgebouwtjes en het Cross of Sacrifice staat aan de tegenover liggende zijde. De begraafplaats wordt onderhouden door de Commonwealth War Graves Commission.
Er worden 1.064 doden herdacht waarvan er 801 niet geïdentificeerd konden worden.

## Geschiedenis
Net voor de strijd rond Arras in 1917 lag Roclincourt binnen de Britse frontlijn. Van hieruit werd op 9 april 1917 door de 51st (Highland) en 34th Divisions de aanval ingezet op de vijand met de 1st Canadian Division aan de linkerflank net over de weg naar Lens. Direct na de aanval werd de begraafplaats door de 2nd Canadian Infantry aangelegd. Tot aan de wapenstilstand  bevatte ze alleen de graven van 71 officieren en manschappen van het 7th Bn Canadian Infantry (British Columbia Regiment) die sneuvelden in april, mei en juni 1917. 
Tussen 1926 en 1929 werden nog 993 slachtoffers uit een groot gebied ten noorden en ten oosten van Arras naar hier overgebracht. Daarbij waren ook graven die afkomstig waren van de volgende begraafplaatsen: Baisieux Churchyard en Sin Churchyard in Baisieux, Bellaing Churchyard in Bellaing, Bourlon Communal Cemetery in Bourlon, Comines Communal Cemetery in Comines, Ecaillon Churchyard in Écaillon, Givenchy-lès-la Bassée Churchyard in Givenchy-lès-la-Bassée, Mairieux Churchyard in Mairieux, Mouchin Churchyard in Mouchin, Penin Churchyard in Penin, Peronne-en-Melantois Churchyard in Péronne-en-Mélantois, Rumegies Churchyard in Rumegies, Sainghin-en-Melantois Churchyard in Sainghin-en-Mélantois, Tincques Churchyard in Tincques, Vendin-le-Vieil Communal Cemetery in Vendin-le-Vieil, Wannehain Churchyard in Wannehain.
Nu liggen er 930 Britten, 111 Canadezen, 22 Australiërs en 1 Nieuw-Zeelander begraven.

## Graven

### Onderscheiden militairen
- Arthur Forbes Gordon Kilby, kapitein bij het 2nd Bn South Staffordshire Regiment ontving het Victoria Cross (VC) voor zijn moedig optreden bij een aanval op een zwaar verdedigde vijandelijke stelling op 25 september 1915. Hierbij werd hij zwaargewond maar bleef toch de aanval leiden. Zijn lichaam werd naderhand niet meer gevonden en werd toen als vermist opgegeven. Op 19 februari 1929 werd zijn lichaam uiteindelijk gevonden en hier begraven. Hij werd ook nog onderscheiden met het Military Cross (MC).
- George Simpson Turner, sergeant bij de Canadian Infantry werd onderscheiden met de Distinguished Conduct Medal (DCM).
- James Gaston, kapitein bij het Royal Army Medical Corps werd onderscheiden met het Military Cross (MC).
- sergeant Albert Chamberlain en soldaat C. Hamilton ontvingen de Military Medal (MM).

### Minderjarige militair
- soldaat Louie Lewis van de Highland Light Infantry was 16 jaar toen hij op 19 december 1914 sneuvelde.

### Gefusilleerde militair
- Alfred Leonard Jefferies, soldaat bij het 6th Bn Somerset Light Infantry werd wegens desertie gefusilleerd op 1 november 1916.[1] Zijn broer Arthur Thomas Jefferies sneuvelde in deze oorlog en wordt herdacht in het Thiepval Memorial.